# 北布干維爾區

北布干維爾区位於布干維爾島北部

5°25′S 154°40′E / 5.417°S 154.667°E
北布干維爾区（英語：North Bougainville District），是巴布亞新畿內亞布干維爾自治區的一个区，包括布干維爾島北部、布卡島及離島，首府設於布卡，面積3,007平方公里，2011年人口109,023，人口密度每平方公里36人。